# Karl-Heinrich von Groddeck
Karl-Heinrich Erich Moritz von Groddeck (Tutow, 19 de julio de 1936-Müllheim, 14 de diciembre de 2011) fue un deportista alemán que compitió para la RFA en remo.
Participó en tres Juegos Olímpicos de Verano entre los años 1956 y 1964, obteniendo tres medallas: plata en Melbourne 1956, oro en Roma 1960 y plata en Tokio 1964. Ganó una medalla de oro en el Campeonato Mundial de Remo de 1962 y cinco medallas de oro en el Campeonato Europeo de Remo entre los años 1956 y 1964.
En 1958, von Groddeck se trasladó de Wiesbaden a Hamburgo para trabajar para Axel Springer AG como periodista de deportes del diario. Durante muchos años fue el reportero de la historia del remo en Alemania.

## Palmarés internacional
| Representando al Equipo Alemán Unificado |                          |                  |                  |
| Juegos Olímpicos                         |                          |                  |                  |
| Año                                      | Lugar                    | Medalla          | Prueba           |
| 1956                                     | Melbourne (Australia)    | Medalla de plata | Dos con timonel  |
| 1960                                     | Roma (Italia)            | Medalla de oro   | Ocho con timonel |
| 1964                                     | Tokio (Japón)            | Medalla de plata | Ocho con timonel |
| Representando a la RFA                   |                          |                  |                  |
| Campeonato Mundial                       |                          |                  |                  |
| Año                                      | Lugar                    | Medalla          | Prueba           |
| 1962                                     | Lucerna (Suiza)          | Medalla de oro   | Ocho con timonel |
| Campeonato Europeo                       |                          |                  |                  |
| Año                                      | Lugar                    | Medalla          | Prueba           |
| 1956                                     | Bled (Yugoslavia)        | Medalla de oro   | Dos con timonel  |
| 1957                                     | Duisburgo (RFA)          | Medalla de oro   | Dos con timonel  |
| 1959                                     | Mâcon (Francia)          | Medalla de oro   | Ocho con timonel |
| 1963                                     | Copenhague (Dinamarca)   | Medalla de oro   | Ocho con timonel |
| 1964                                     | Ámsterdam (Países Bajos) | Medalla de oro   | Ocho con timonel |